# Diprosopia

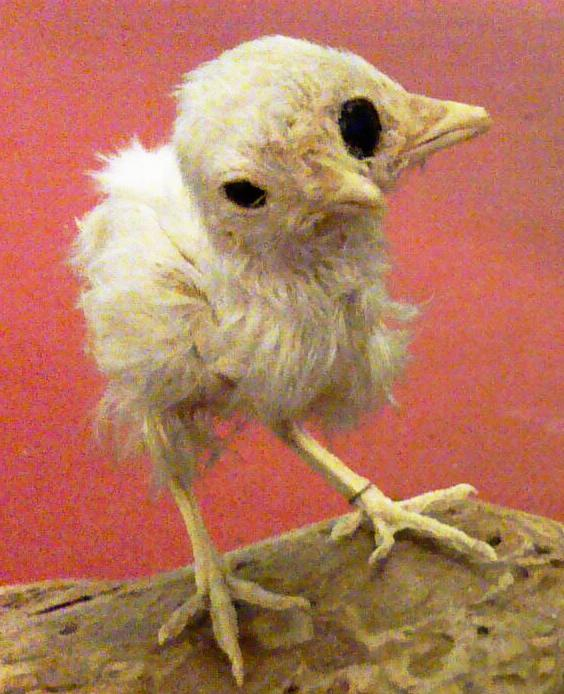
Un pulcino con due becchi e tre occhi

La diprosopia, o diprosopus (dal greco διπρόσωπος, "due-facce", da δι-, di-, quindi due o doppio e πρόσωπον, prósopon, faccia) nella forma latina utilizzata nella terminologia anglosassone, è una rara malattia congenita nella quale il feto viene alla luce con due volti.
Di solito il paziente affetto da tale patologia presenta i caratteri del volto duplicati, quindi 4 occhi, 2 nasi e 2 bocche ed un solo encefalo.

## Eziologia
Sebbene certe volte venga erroneamente classificato come un caso di gemelli congiunti, normalmente la diprosopia non è da imputarsi alla mancata disgiunzione o alla fusione di due gemelli, quanto ad una non corretta formazione delle ossa facciali. È infatti il risultato del mancato corretto funzionamento di una proteina chiamata sonic hedgehog che interviene nel processo di organogenesi.